# Alexander Flamant
Alexander Flamant (* 28. März 1836 in Frankfurt am Main; † 30. März 1897 in Dresden) war ein deutscher Landschafts- und Bildnismaler.

## Leben
Flamant studierte an den Kunstakademien Berlin und Dresden. 1857 wurde er Mitglied des Corps Vandalia Berlin. In Dresden war er Schüler von Julius Hübner und Ludwig Richter, wo er sich auch nach dem Studium als Maler niederließ. Insbesondere im Harz und in der Sächsischen Schweiz fand er die Motive für seine Landschaftsmalereien. Für den Historischen Verein Dessau malte er ein Bildnis des Astronomen Samuel Heinrich Schwabe. Er war Gründer und Mitglied des Vereins Offene Loge in Dresden. 1875 wurde er als Wirkliches Mitglied in die Naturwissenschaftliche Gesellschaft ISIS Dresden aufgenommen.

## Werke
Gemälde
- Eine Klamm im Gebirge, 1882

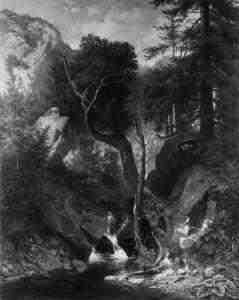
Eine Klamm im Gebirge, 1882

- Bildnis des Astronomen Samuel Heinrich Schwabe

Schriften
- Die Dresdener Malerschule. In: Die Grenzboten – Zeitschrift für Politik, Literatur und Kunst 35, 1876, S. 28–32 (uni-bremen.de).
- Das Reich der Töne – Bildnisse und Schilderungen berühmter Künstler und Künstlerinnen. Auflagen von 1880, 1881 und 1888.

englische Ausgaben:
- The realm of tones – Three hundred and two portraits of the most celebrated European musicians with short biographical notices. Mit Auflagen von 1881, 1890 und 2010 (übersetzt von Frédéric Louis Ritter).
- Celebrated Musicians of All Nations – A Collection of Portraits, with Short Biographical Notices. 1883.